# Cleora kalisi
Cleora kalisi är en fjärilsart som beskrevs av Fletcher 1953. Cleora kalisi ingår i släktet Cleora och familjen mätare. Inga underarter finns listade i Catalogue of Life.